# 蕭曄
蕭 曄（しょう よう、泰始3年（467年）- 隆昌元年4月7日（494年4月27日））は、南朝斉の皇族。武陵昭王。字は宣照。小字は三昧。高帝蕭道成の五男。

## 経歴
蕭道成と羅太妃のあいだの子として生まれた。母の羅氏は蕭道成に従って淮陰にいたときに、罪をえて殺された。蕭曄はこのとき4歳で、服喪の態度が大人びていたため、蕭道成に気に入られた。はじめ冠軍将軍の号を受け、征虜将軍に転じた。篆書や囲碁を得意とし、諸王とともに短句を作り、詩は謝霊運の詩体に学んだ。昇明3年（479年）、蕭道成が斉王となると、蕭曄は開国郡公に封じられた。同年（建元元年）、蕭道成が皇帝に即位すると、蕭曄は武陵王に封じられた。建元3年（481年）、持節・都督会稽東陽新安永嘉臨海五郡諸軍事・会稽郡太守として出向した。蕭道成は儒士の劉瓛を会稽郡に派遣して、蕭曄のために五経を講義させた。
建元4年（482年）、長兄の武帝が即位すると、蕭曄は左将軍に進み、入朝して中書令となった。後に散騎常侍・太常卿に転じた。再び中書令となり、祠部尚書に転じた。
蕭曄はたびたび武帝にさからったため、武帝に嫌われていた。武帝が豫章王蕭嶷の東田の宴に諸王を招いたとき、ひとり蕭曄だけが呼ばれなかった。蕭嶷が武帝をたしなめたため、武帝はしかたなく蕭曄を呼んだ。蕭曄は弓射を披露するよう命じられ、射た矢をことごとく命中させてみせたため、武帝の機嫌が悪くなった。蕭嶷が「阿五はいつもはこのようなことはなく、いまは天威を仰ぎ借りているものというべきです」と述べたので、武帝は相好をくずした。後に華林で賭射がおこなわれると、蕭曄は6本の矢を放って、5破1皮の成績をおさめ、銭5万を賜った。また宴席で武帝が蕭曄に酒を勧めたとき、蕭曄は「陛下はかつて臣に宴への列席を許しませんでした」と言ったため、武帝は顔をそむけて答えなかった。
永明6年（488年）、蕭曄は江州刺史に任じられた。武帝は蕭曄が江州に赴任すると、建康にある蕭曄の邸宅を没収して皇子たちに与えた。蕭曄は亡き父から与えられた邸宅を奪われたことを嘆いた。後に召還されて左民尚書となった。まもなく前将軍・太常卿に転じたが、重ねて志を得なかった。
あるとき公事で竟陵王蕭子良の邸宅に立ち寄ったとき、冬の道で乞人に出会ったため、蕭曄は下着を脱いで乞人に与えた。蕭子良は蕭曄の衣がひとつであるのを見かねて、蕭曄に下着を勧めた。蕭曄は「わたしとあなたとは、また何の異なることがありましょう」と嘆じた。尚書令の王倹が蕭曄のもとを訪れたとき、蕭曄は王倹のために食事を用意したが、山菜と川魚のみの粗末なものであった。後堂山を「首陽」（伯夷・叔斉が隠棲し餓死した山）と名づけて、貧苦への怨みを表した。
まもなく丹陽尹となり、はじめて行事を置かずに、自ら政事を執った。侍中・護軍将軍に転じた。永明11年（493年）、蕭昭業が即位すると、武帝の遺詔により蕭曄は衛将軍・開府儀同三司の位を受けた。
隆昌元年4月辛巳（494年4月27日）、死去した。享年28。司空の位を追贈された。諡は昭といった。

## 伝記資料
- 『南斉書』巻35 列伝第16
- 『南史』巻43 列伝第33